# Hirschberg (Herborn)
Hirschberg ist ein Stadtteil von Herborn im mittelhessischen Lahn-Dill-Kreis.

## Geografische Lage
Hirschberg liegt südlich der Kernstadt Herborns. Es ist der höchstgelegene Stadtteil.

## Geschichte

### Ortsgeschichte
Der Ortsname wird vom Forst Hirschberg abgeleitet, in dem der Ort liegt. Bereits im Mittelalter ist eine steinerne Kirche für das Dorf verzeichnet. Im Zusammenhang mit dem Kaplan an dieser Kapelle wird Hirschberg im Jahre 1351 bekanntermaßen erstmals erwähnt.
Bis zum Jahr 1641 gab es einen Domänenbesitz im Ort, der als landwirtschaftlicher Großbetrieb 46 % der Nutzfläche belegte. Danach wurde er zu einem nassau-dillenburgischen Hofgut zusammengefasst.
Hessische Gebietsreform (1970–1977)
Im Zuge der Gebietsreform in Hessen wurden am 1. Januar 1977 die bis dahin selbstständige Gemeinde Hirschberg, die Stadt Herborn und weitere bis dahin selbstständigen Gemeinden durch das Gesetz zur Neugliederung des Dillkreises, der Landkreise Gießen und Wetzlar und der Stadt Gießen zur neuen Stadt Herborn zusammengeschlossen. Für den Stadtteil Hirschberg wurde, wie für die anderen nach Herborn eingegliederten Gemeinden, ein Ortsbezirk mit Ortsbeirat und Ortsvorsteher nach der Hessischen Gemeindeordnung eingerichtet.

### Verwaltungsgeschichte im Überblick
Die folgende Liste zeigt die Herrschaftsgebiete und Staaten, in denen Hirschberg lag, bzw. die Verwaltungseinheiten, denen es unterstand:
- vor 1739: Heiliges Römisches Reich, Grafschaft/Fürstentum Nassau-Dillenburg, Amt Herborn
- ab 1739: Heiliges Römisches Reich, Fürstentum Nassau-Diez, Amt Herborn
- 1806–1813: Großherzogtum Berg, Département Sieg, Arrondissement Dillenburg, Kanton Herborn
- 1813–1815: Fürstentum Nassau-Oranien, Amt Herborn
- ab 1816: Herzogtum Nassau[Anm. 1], Amt Herborn
- ab 1849: Herzogtum Nassau, Kreisamt Herborn[Anm. 2]
- ab 1854: Herzogtum Nassau, Amt Herborn
- ab 1867: Norddeutscher Bund[Anm. 3], Königreich Preußen, Provinz Hessen-Nassau, Regierungsbezirk Wiesbaden, Dillkreis[Anm. 4]
- ab 1871: Deutsches Reich, Königreich Preußen, Provinz Hessen-Nassau, Regierungsbezirk Wiesbaden, Dillkreis
- ab 1918: Deutsches Reich, Freistaat Preußen, Provinz Hessen-Nassau, Regierungsbezirk Wiesbaden, Dillkreis
- ab 1932: Deutsches Reich, Freistaat Preußen, Provinz Hessen-Nassau, Regierungsbezirk Wiesbaden, Landkreis Dillenburg
- ab 1933: Deutsches Reich, Freistaat Preußen, Provinz Hessen-Nassau, Regierungsbezirk Wiesbaden, Dillkreis
- ab 1944: Deutsches Reich, Freistaat Preußen, Provinz Nassau, Dillkreis
- ab 1945: Amerikanische Besatzungszone, Groß-Hessen, Regierungsbezirk Wiesbaden, Dillkreis
- ab 1946: Amerikanische Besatzungszone, Hessen, Regierungsbezirk Wiesbaden, Dillkreis
- ab 1949: Bundesrepublik Deutschland, Hessen, Regierungsbezirk Wiesbaden, Dillkreis
- ab 1968: Bundesrepublik Deutschland, Hessen, Regierungsbezirk Darmstadt, Dillkreis
- ab 1970: Bundesrepublik Deutschland, Hessen, Regierungsbezirk Darmstadt, Dillkreis
- ab 1977: Bundesrepublik Deutschland, Hessen, Regierungsbezirk Darmstadt, Lahn-Dill-Kreis, Stadt Herborn[Anm. 5]
- ab 1981: Bundesrepublik Deutschland, Hessen, Regierungsbezirk Gießen, Lahn-Dill-Kreis, Stadt Herborn

### Bevölkerung

#### Einwohnerentwicklung
| Hirschberg: Einwohnerzahlen von 1834 bis 2020 | Hirschberg: Einwohnerzahlen von 1834 bis 2020 | Hirschberg: Einwohnerzahlen von 1834 bis 2020 | Hirschberg: Einwohnerzahlen von 1834 bis 2020 | Hirschberg: Einwohnerzahlen von 1834 bis 2020 |
| --- | --------------------------------------------- | --------------------------------------------- | --------------------------------------------- | --------------------------------------------- |
| Jahr |                                               |                                               |                                               | Einwohner                                     |
| 1834 | 1834                                          |                                               | 135                                           | 135                                           |
| 1840 | 1840                                          |                                               | 138                                           | 138                                           |
| 1846 | 1846                                          |                                               | 151                                           | 151                                           |
| 1852 | 1852                                          |                                               | 157                                           | 157                                           |
| 1858 | 1858                                          |                                               | 142                                           | 142                                           |
| 1864 | 1864                                          |                                               | 153                                           | 153                                           |
| 1871 | 1871                                          |                                               | 157                                           | 157                                           |
| 1875 | 1875                                          |                                               | 175                                           | 175                                           |
| 1885 | 1885                                          |                                               | 167                                           | 167                                           |
| 1895 | 1895                                          |                                               | 185                                           | 185                                           |
| 1905 | 1905                                          |                                               | 207                                           | 207                                           |
| 1910 | 1910                                          |                                               | 216                                           | 216                                           |
| 1925 | 1925                                          |                                               | 217                                           | 217                                           |
| 1939 | 1939                                          |                                               | 217                                           | 217                                           |
| 1946 | 1946                                          |                                               | 284                                           | 284                                           |
| 1950 | 1950                                          |                                               | 278                                           | 278                                           |
| 1956 | 1956                                          |                                               | 252                                           | 252                                           |
| 1961 | 1961                                          |                                               | 227                                           | 227                                           |
| 1967 | 1967                                          |                                               | 223                                           | 223                                           |
| 1970 | 1970                                          |                                               | 225                                           | 225                                           |
| 1983 | 1983                                          |                                               | ?                                             | ?                                             |
| 1997 | 1997                                          |                                               | 297                                           | 297                                           |
| 1999 | 1999                                          |                                               | 296                                           | 296                                           |
| 2003 | 2003                                          |                                               | 316                                           | 316                                           |
| 2008 | 2008                                          |                                               | 338                                           | 338                                           |
| 2011 | 2011                                          |                                               | 268                                           | 268                                           |
| 2014 | 2014                                          |                                               | 265                                           | 265                                           |
| 2018 | 2018                                          |                                               | 250                                           | 250                                           |
| 2020 | 2020                                          |                                               | 244                                           | 244                                           |
| Datenquelle: Historisches Gemeindeverzeichnis für Hessen: Die Bevölkerung der Gemeinden 1834 bis 1967. Wiesbaden: Hessisches Statistisches Landesamt, 1968. Weitere Quellen: nach 1970 Stadt Herborn: Einwohnerzahlen; Zensus 2011 |                                               |                                               |                                               |                                               |

#### Religionszugehörigkeit
| • 1885: | 167 evangelische (= 99,40 %), ein katholischer (= 0,60 %) Einwohner |
| • 1961: | 219 evangelische (= 96,48 %) und 8 katholische (= 3,52 %) Einwohner |

## Politik
Für Hirschberg gibt es einen Ortsbeirat mit einem Ortsvorsteher. Der Ortsbeirat besteht aus fünf Mitgliedern. Nach den Kommunalwahlen in Hessen 2016 ist Matthias Schönling Ortsvorsteher.

## Kultur und Sehenswürdigkeiten

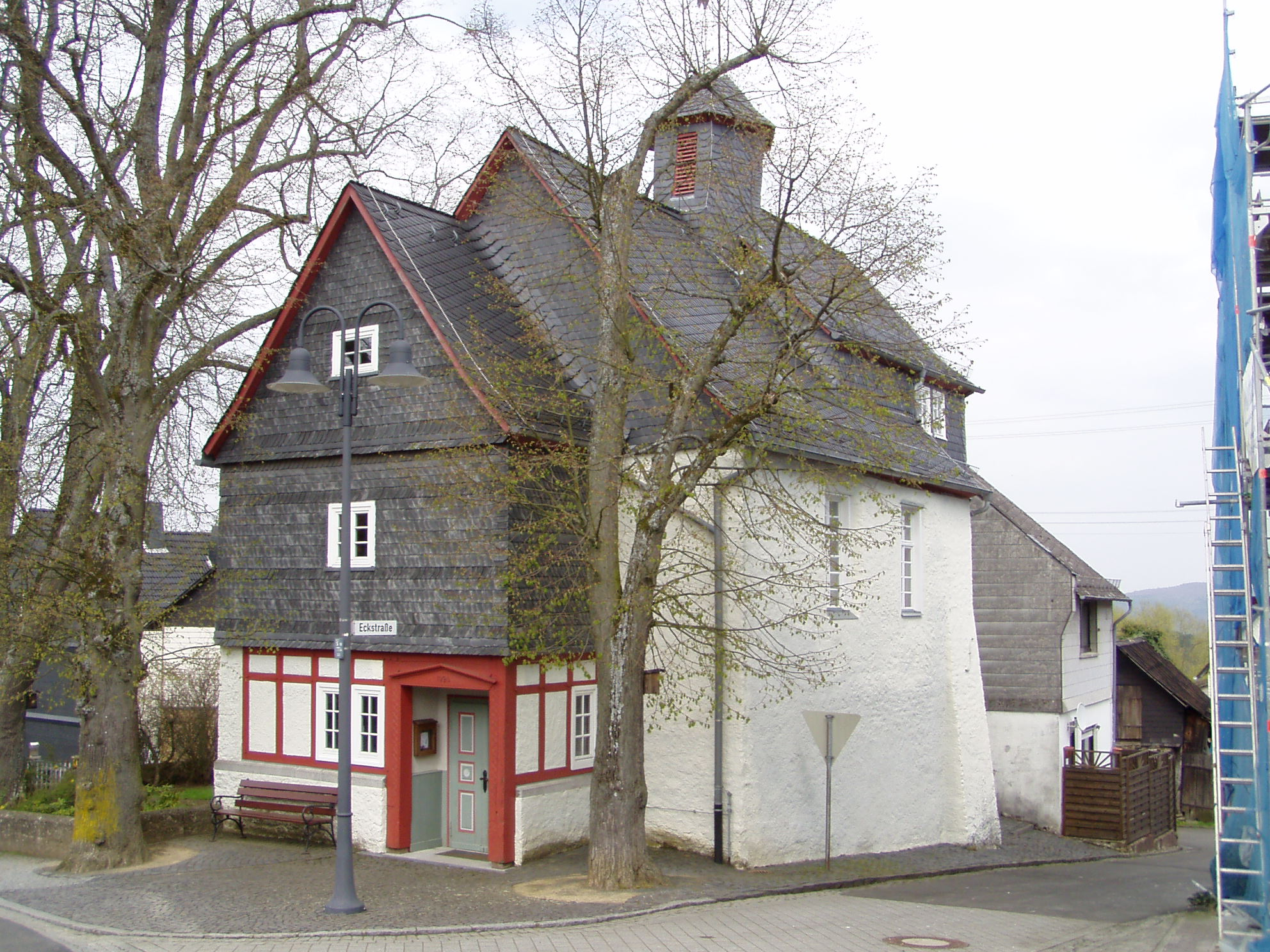
Evangelische Kirche Hirschberg

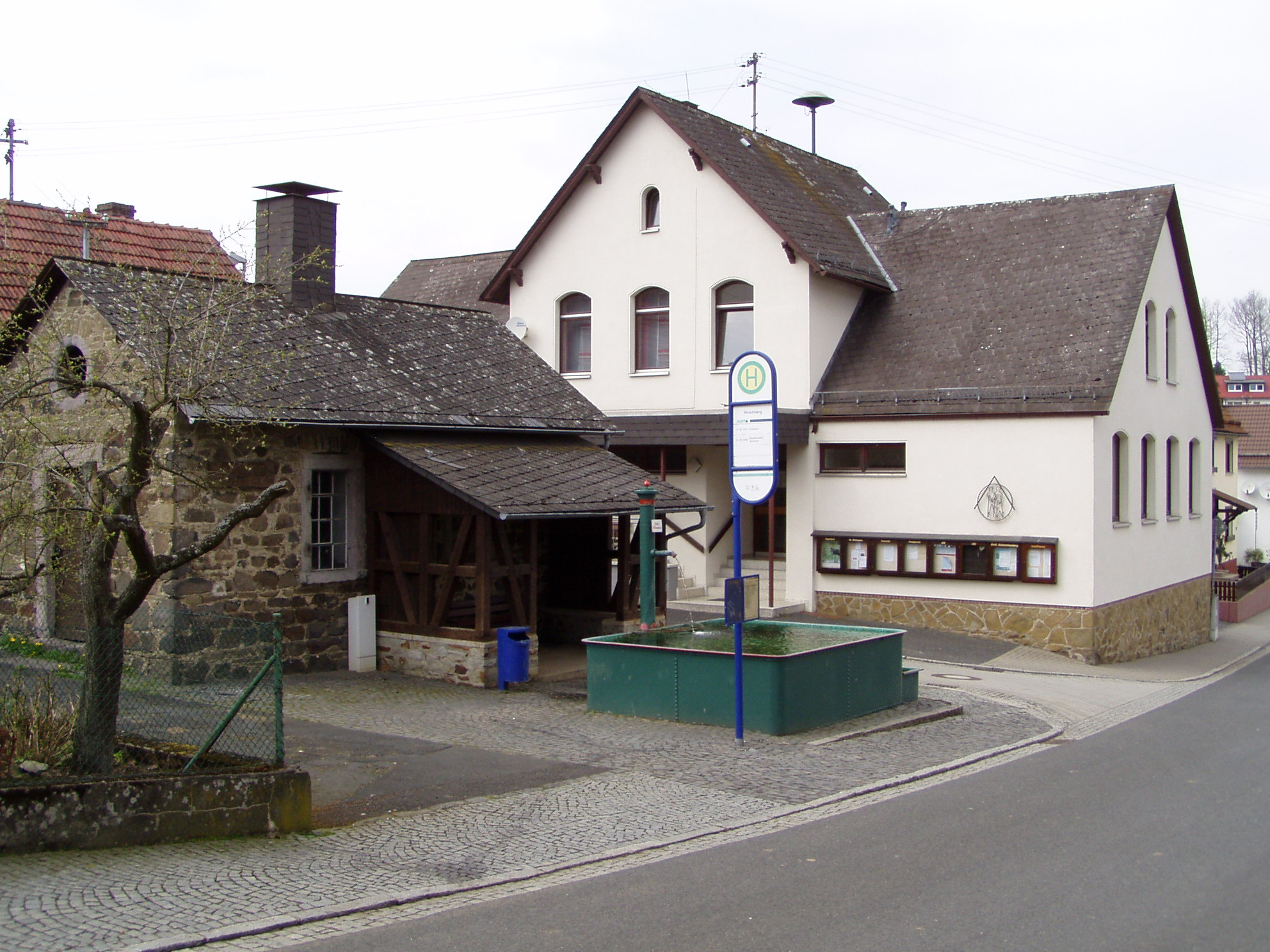
Backhaus und Laufbrunnen Hirschberg

Sehenswert sind die Gemeindeschmiede und das alte Backhaus.
Kulturdenkmäler
Siehe Liste der Kulturdenkmäler in Hirschberg.

## Infrastruktur
- Die ehemalige Schule wird heute als Bürgerhaus genutzt.
- Seit Oktober 2009 befindet sich eine ca. 40 Hektar große alternative Beerdigungsstätte im Wald zwischen den Orten Hirschberg, Merkenbach und Hörbach, ein sog. Friedwald.[11]

## Persönlichkeiten
- Alfred Adam (1899–1975), evangelischer Theologe und Hochschullehrer